# كارول سميث
كارول سميث (بالإنجليزية: Carroll Smith)‏ هو سائق سباق أمريكي، ولد في 1932، وتوفي في 2003.